# Carolina-Hemlocktanne

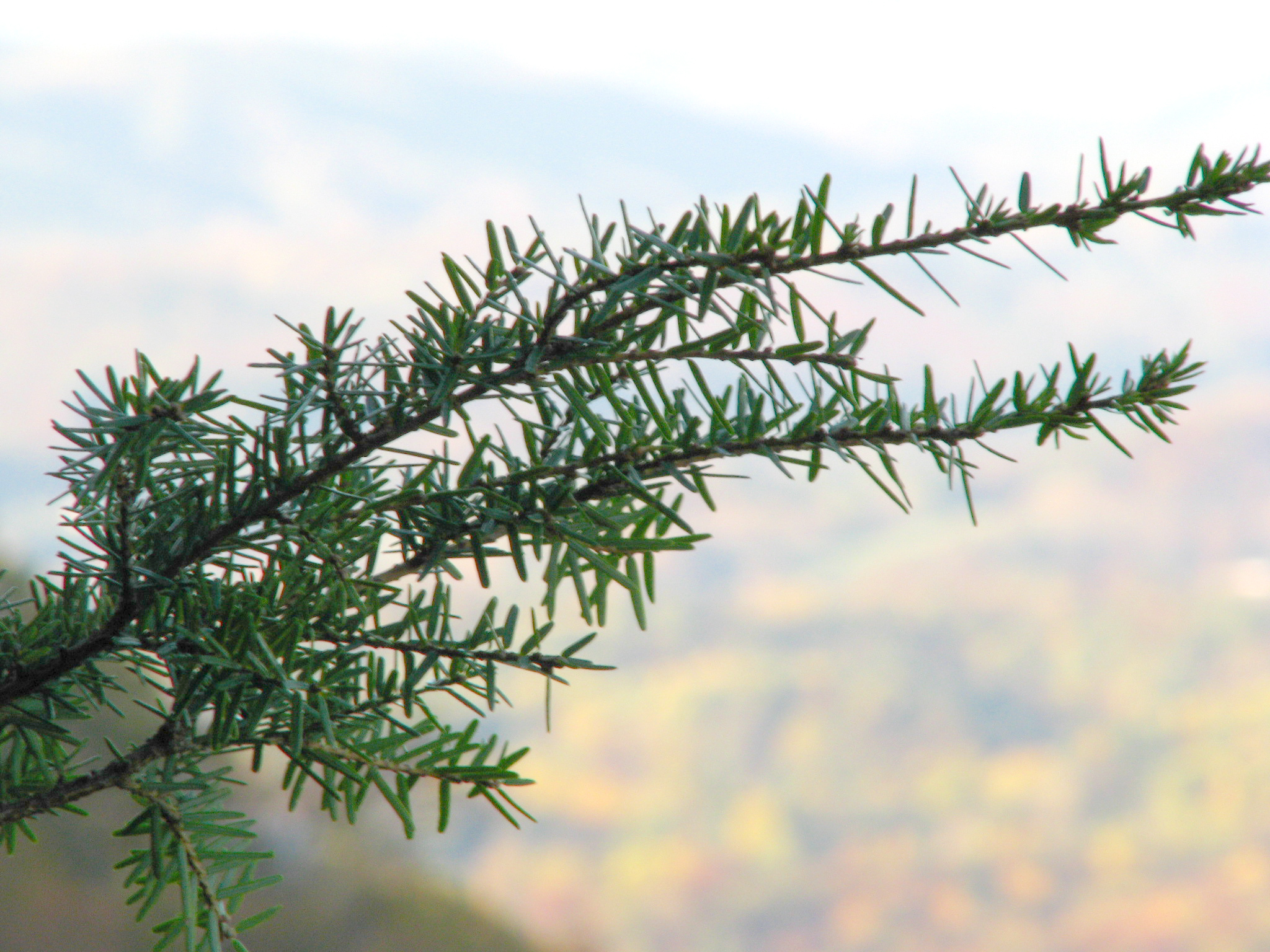
Zweig mit Nadeln

Die Carolina-Hemlocktanne (Tsuga caroliniana) ist ein Nadelbaum aus der Gattung der Hemlocktannen. Sie wächst in den Vereinigten Staaten in den Appalachen.

## Beschreibung
Die Carolina-Hemlocktanne ist ein etwa 15 bis 25 Meter hoher Baum, der einen Brusthöhendurchmesser von 50 bis 60 Zentimetern (maximal 150 Zentimeter) erreicht. Die Borke älterer Bäume ist rau und schuppig, außen rötlich grau und rotbrauner Borke in den Rissen. Die dichte Krone ist kegelförmig, die Äste sind abstehend und oft hängend. Die Triebe sind in den Furchen etwas behaart und glänzend orangebraun, die Knospen eiförmig rundlich.
Die ganzrandigen Nadeln stehen gescheitelt an den Zweigen. Sie werden 15 bis 20 Millimeter lang und 1,5 bis 2,0 Millimeter breit, sind vorne abgerundet oder gestutzt. Die Oberseite ist glänzend dunkelgrün und gefurcht, die Unterseite zeigt zwei auffallende weiße Spaltöffnungsstreifen.
Die Zapfen sind länglich-eiförmig, etwa 2,0 bis 3,5 Zentimeter lang, kurz gestielt oder sitzend. Die Zapfenschuppen sind länglich-eiförmig, abgerundet, dick und außen etwas flaumig behaart. Zur Reife sind sie weit gespreizt. Die Pollen werden zwischen März und April freigesetzt, die Zapfen reifen von Ende August bis Ende September des folgenden Jahres, die Samen werden ab September über den Winter ausgesetzt.
Die Chromosomenzahl beträgt 2n = 24.

## Verbreitung, Ökologie und Gefährdung
Das Verbreitungsgebiet der Art befindet sich im östlichen Nordamerika und erstreckt sich entlang der Appalachen von Virginia über Tennessee, South Carolina, North Carolina bis ins nördliche Georgia.
Die Carolina-Hemlocktanne wächst auf trockenen, felsigen Hängen in 750 bis 1200 Metern, seltener ab 600 und bis 1500 Metern Höhe auf durchlässigen, sauren bis neutralen, sandig- oder kiesig-humosen, mäßig nährstoffreichen, kalkarmen Böden. Man findet sie an sonnigen bis lichtschattigen Standorten. Die jährliche Niederschlagsmenge übersteigt 1000 Millimeter und fällt über das ganze Jahr.
In der Roten Liste der IUCN wird die Carolina-Hemlocktanne als nicht gefährdet („Lower Risk/least concern“) geführt. Es wird jedoch darauf hingewiesen, dass eine neuerliche Überprüfung der Gefährdung nötig ist.

## Systematik
Die Carolina-Hemlocktanne (Tsuga caroliniana) ist eine Art der Gattung der Hemlocktannen (Tsuga). Dort wird sie der Untergattung Tsuga zugeordnet. Das Artepitheton caroliniana verweist auf die beiden US-Bundesstaaten North Carolina und South Carolina.

## Verwendung
Das Holz wird aufgrund der Seltenheit der Art und der mittelmäßigen Qualität selten verwendet, die Art ist jedoch als Parkbaum und Heckenpflanze beliebt. In Mitteleuropa ist sie winterhart.